# Burgwall-Stadion
Het Burgwall-stadion is een voetbalstadion in het noordelijkste deel van de Duitse stad Bremen.
Het Burgwall-stadion is de wedstrijd- en trainingsfaciliteit van de Blumenthaler SV, de districtssportfaciliteit op Burgwall, met het 5000 zitplaatsen tellende stadion, drie zitplaatsen en een hal. Sinds de openingswedstrijd tegen SV Werder Bremen op 9 september 1951 spelen de Blumenthalers hier regelmatig hun thuiswedstrijden.

## Geschiedenis
De plant werd aan het begin van de jaren vijftig gebouwd en op 9 september 1951 geopend met een vriendelijke wedstrijd tussen de Blumenthaler SV en Werder Bremen. De Blumenthaler SV speelde vier jaar in de toenmalige Oberliga Nord van Derde Class en een jaar in de vierde klas Oberliga Niedersachsen / Bremen. Daarnaast speelde de club verschillende keren in de DFB-beker aan de Burgwall en ontving bekwame clubs zoals de MSV Duisburg, de 1e FC Kaiserslautern en Werder Bremen. De bezuinigingen van de hoogste toeschouwer bereikten de Blumenthaler SV in het seizoen 1974/75, toen gemiddeld 2.427 toeschouwers naar de thuisgames kwamen
Tussen december 2014 en mei 2016 werd een nieuw dressingopbouw gebouwd. De kosten waren ongeveer 2,15 miljoen euro.